# Остроопашат зелен гълъб
Остроопашатият зелен гълъб (Treron apicauda) е вид птица от семейство Гълъбови (Columbidae).

## Разпространение
Видът е разпространен в Бангладеш, Бутан, Виетнам, Индия, Камбоджа, Китай, Лаос, Мианмар, Непал и Тайланд.